# Jean Cuthand Goodwill
Jean Cuthand Goodwill OC (* 14. August 1928 in Little Pine First Nation, Saskatchewan, Kanada; † 25. August 1997 in Regina, Saskatchewan, Kanada) war eine kanadische Krankenschwester und Bibliografin. Sie schloss 1954 als erste indigene Frau in Saskatchewan eine Krankenpflegeausbildung ab. Sie war eine Angehörige der Cree  und setzte sich für öffentliche Gesundheitsdienste ein und war an der Gründung der Canadian Indigenous Nurses Association beteiligt.

## Leben und Werk
Goodwill war die Tochter von John Tootoosis, der Cree-Anführer und politischer Organisator der First Nations und Enkel von Yellow Mud Blanket, dem Bruder des Häuptlings Pitikwahanapiwiyin war. Ihre Mutter starb kurz nach ihrer Geburt. Sie wurde von Harriet und Jose Cuthand adoptiert und wuchs in der Little Pine First Nation in Saskatchewan auf. Sie besuchte die Little Pine School bis zur achten Klasse und später das Bedford Road Collegiate in Saskatoon. Als sie an Tuberkulose erkrankte, musste sie die Schule verlassen und verbrachte drei Jahre im Prince Albert Sanatorium. Dort erhielt sie ihren Highschool-Abschluss.
Nach ihrer Genesung blieb sie als Krankenpflegehelferin im Sanatorium und studierte später Krankenpflege am Holy Family Hospital in Prince Albert. 1954 schloss sie als erste indigene Frau eine Krankenpflegeausbildung in Saskatchewan ab.
Nach ihrem Abschluss arbeitete Goodwill beim Indian and Northern Health Service in Fort Qu’Appelle und dann als Oberschwester der Krankenstation La Ronge. Zusammen mit einer Pflegehelferin und einem Fahrer betreute sie als das erste rein indigene Pflegepersonal der Bundesbehörde für indigene Gesundheitsdienste ein großes Gebiet im ländlichen Saskatchewan. Nach einigen Jahren zog sie auf die Bermudas, wo sie etwa zwei Jahre lang im King Edward VII Memorial Hospital arbeitete.
Nach ihrer Rückkehr nach Kanada wurde sie 1962 geschäftsführende Direktorin des Indian and Métis Friendship Centre in Winnipeg. 
Am 28. November 1965 heiratete sie Ken Goodwill und zusammen zogen sie zwei Adoptivtöchter groß. 1966 zog sie mit ihrer Familie nach Ottawa, wo sie Mitherausgeberin von Indian News wurde und bei der Entwicklung der Zeitschrift Tawwow half, die die First Nations dazu ermutigte, über ihre eigenen Angelegenheiten zu schreiben.
1974 war sie Mitgründerin der Indian and Inuit Nurses of Canada (heute Aboriginal Nursing Association of Canada) und war von 1983 bis 1990 deren Präsidentin. 1978 wurde sie Pflegeberaterin der Abteilung für medizinische Dienste und Beraterin des stellvertretenden Ministers D. Lyall Black für Angelegenheiten der Indigenen. 1981 ernannte man sie als erste indigene Frau im öffentlichen Dienst des Bundes zur Sonderberaterin der Ministerin für Gesundheit und Wohlfahrt, Monique Bégin. Anschließend wurde sie in das Ministerium Department of Indian Affairs and Northern Development berufen.
Nach ihrem Ausscheiden aus dem Staatsdienst zog sie in das Reservat Standing Buffalo und wurde Abteilungsleiterin für Indian Health Studies am Indian Federated College der University of Regina.
Sie war Mitglied des Vorstands der Canadian Public Health Association, Gründungsmitglied und Präsidentin der Canadian Indigenous Nurses Association sowie Präsidentin der Canadian Society for Circumpolar Health. Sie war an der Entwicklung des National Native Access to Nursing Program an der University of Saskatchewan und der Abteilung für Indian Health Studies am Saskatchewan Indian Federated College der University of Regina beteiligt.
1982 war Goodwill Mitautorin eines Buches über ihren Vater mit dem Titel John Tootoosis. A Biography of a Cree Leader.
Goodwill starb 1997 in Regina.

## Auszeichnungen und Ehrungen (Auswahl)
- 1981: Jean Goodwill Award, Manitoba Indian Nurses Association
- 1986: Ehrendoktorwürde der Rechtswissenschaften der Queens University
- 1992: Order of Canada
- 1994: National Aboriginal Achievement Award
- 2000: Ron Draper Health Promotion Award (posthum), Canadian Public Health Association
- 2020: Benennung des Eisbrechers CCGS Jean Goodwill,  Flotte der kanadischen Küstenwache[10][11]